# Viola hillii
Viola hillii är en violväxtart som beskrevs av Wilhelm Becker. Viola hillii ingår i släktet violer, och familjen violväxter. Inga underarter finns listade i Catalogue of Life.